# Torralba und Ambrona
Koordinaten: 41° 9′ 19,6″ N, 2° 29′ 52,4″ W
Die Hügel Torralba und Ambrona liegen etwa 150 km nordöstlich von Madrid in der Sierra de Guadarrama, in Kastilien und León nahe der Grenze zu Kastilien-La Mancha in Spanien. Auf den sich gegenüberliegenden Hügeln liegen mehrere alt- und mittelpaläolithische Jagdplätze. Ambrona datiert um 400'000 v. Chr., während für Torralba del Moral eine Datierung von 250'000–200'000 v. Chr. diskutiert wird.

## Forschungsgeschichte
Zunächst wurden 1888 bei Torralba del Moral die Knochen und ein Stoßzahn einer ausgestorbenen Elefantenart gefunden. 1907 fand der Marques de Cerralbo dort die Überreste von etwa 25 Waldelefanten. 1961 grub der Paläoanthropologe Francis Clark Howell (1925–2007) den Hügel Torralba vollständig und Ambrona teilweise aus. F. C. Howell entwickelte folgende These: Bei Treibjagden seien vorwiegend Elefanten erlegt worden, die offenbar durch Grasbrände in das sumpfige Gelände eines nahen Flusses getrieben wurden, wo sie stecken blieben und leicht getötet werden konnten. Diese These gilt heute als nicht durch die Funde gedeckt.
Aguirre und Biberson, ersterer Grabungsleiter im Jahr 1973, postulierten das Herstellen von Werkzeug aus den Knochen der Elefanten. Das ist inzwischen widerlegt.
Im Rahmen dieser Untersuchungen befand das Team um den Geologen K. W. Butzer, die Fundstellen würden derselben geologischen Formation angehören. Neue Untersuchungen während den Grabungen ab 2013 in Ambrona führten numerische Datierungen durch (ESR/U und OSL). Die Datierungen ergaben, dass die Ambrona-Fundstelle um 400.000-350.000 v. Chr. begangen wurde, die Torralba-Fundstelle hingegen um 250.000-200.000 v. Chr.

## Funde und Interpretation
Die Ausgrabungen brachten zahlreiche Knochen von etwa 50 Elefanten, Hirschen, Nashörnern, Wildpferden und anderen Tieren zum Vorschein. Neben Abschlaggeräten, Geröllgeräten, Faustkeilen, Spaltkeilen und anderen Steinwerkzeugen aus Silex und Quarzit fanden sich Bruchstücke zahlreicher konisch zugespitzter Holzstäbe, von denen einige Einschnitte, Glanzspuren, Hackmarken und feuergehärtete Spitzen aufweisen, die auf eine Verwendung als Stoß- oder Wurfwaffe deuten.
Teile des Silex-Rohmatetials kommen erst in Dutzenden Kilometern Entfernung vor. Auf das Einbringen ortsfremder Materialien deutet auch das Fehlen primärer Abschläge, also solcher mit Geröllrinde, hin.
Die Fundstelle in Ambrona beinhaltet drei verschiedene Schichten, in denen Knochen und lithisches Material aus dem Acheuléen zu finden ist. Die oberste und die unterste Schicht liefern Knochenmaterial von diversen Spezies, in der mittleren finden sich allerdings nur Pferde- und einzelne Waldelefantenknochen. Das Artenspektrum weist auf Umweltbedingungen hin, die vergleichbar sind mit heute: temperates Klima, eine offene Waldlandschaft mit nahen Auengebieten und auch Wiesen. Das Klima sei nur ein wenig milder gewesen als heute.
Eine Homo erectus-Gruppe hatten sich hier mindestens 10-mal aufgehalten, da das Wild auf seinen jährlichen Wanderungen hier vorbeizog.
Merkwürdig ist das fast vollständige Fehlen der Schädel der Beutetiere sowie der Fund der rechten Hälfte eines Elefanten, die mit der Fellseite nach oben lag, während die linke fehlte. Auch der Fund eines Stoßzahns und von fünf Beinknochen, die eine gerade Linie, während andere einen rechten Winkel dazu bildeten, gibt Rätsel auf. Vielleicht stellen sie einen Jagdzauber oder rituelle Handlungen dar. Skelettfunde des Homo erectus und Spuren seiner Behausung, vergleichbar mit Terra Amata wurden hingegen nicht gefunden.
Vor Ort sei auch ein Besuch des Yacimiento-Museo Arqueológico de Ambrona empfohlen, es befindet sich im Ctra. Torrabla-Miño de Medinaceli in 42230 Ambrona.